# Kelly Reno
Kelly Reno (* 19. Juni 1966 in Pueblo, Colorado) ist ein ehemaliger US-amerikanischer Kinderdarsteller.

## Leben
Reno wuchs als Sohn des Farmerehepaares Bud und Ruth Reno auf. Seit er gehen konnte, konnte Reno auch reiten. Dies war wohl mit ein Grund, weshalb er 1979 im Alter von 13 Jahren seine erste Filmrolle in Der schwarze Hengst bekam.
Obwohl seine Eltern ihn bei seinem Vorhaben, Schauspieler zu sein, unterstützten, war die Arbeit am Filmset dennoch wenig förderlich für das Familienleben der Renos. Darum beschloss Reno nach nur drei weiteren Filmprojekten, darunter die 1983 produzierte Fortsetzung Der schwarze Hengst kehrt zurück, erst einmal die Highschool zu besuchen.
Nach seinem Abschluss wollte er weitere Filme produzieren, doch ein Verkehrsunfall, bei dem sein Pick-up von einem Lastkraftwagen gerammt wurde, machte alle Pläne zunichte. Die Rehabilitation dauerte zu lange, auch behielt Reno bleibende Narben zurück, so dass er im Showgeschäft keine Zukunft hätte haben können.
Danach übernahm er die Farm seiner Eltern. Nach 15 Jahren, die er als Farmer verlebte, arbeitete er als Fernfahrer für die Wagner Rental Company. Ironischerweise fuhr er dabei einen achtzehnrädrigen Lastwagen; ein ähnliches Fahrzeug hatte einst seine Schauspielkarriere beendet.
Reno war bislang dreimal verheiratet. 1986 heiratete er Lynette Tuttle, mit der er drei gemeinsame Kinder hat. Doch die Ehe wurde bereits 1996 geschieden. 1998 heiratete Reno erneut, diese zweite Ehe mit Anette Crumb wurde jedoch 2005 ebenfalls geschieden. Seit 2007 ist Reno mit Dawn Hickey verheiratet.

## Filmografie
- 1979: Der schwarze Hengst (The Black Stallion)
- 1983: Der schwarze Hengst kehrt zurück (The Black Stallion Returns)
- 1983: Flucht in den Tod (Hosszú vágta)
- 1985: Unglaubliche Geschichten (Amazing Stories, Fernsehserie, Episode 1x03)

## Auszeichnung
Kelly Reno war 1984 für seine Darstellung in Der schwarze Hengst kehrt zurück für den Young Artist Award nominiert.